# William Tritton
William Ashbee Tritton, inženir, strokovnjak za kmetijske stroje, *1875, London, Združeno kraljestvo, †1946, Lincoln, Združeno kraljestvo.

## Delo
William Tritton je bil predsednik podjetja William Foster & Co. v Lincolnu od leta 1911 do leta 1936. V prvi svetovni vojni je dobil naročilo za izdelavo goseničnega vozila za vleko topov. Tritton je to znanje kasneje uporabil pri izdelavi prvega tanka, ki ga je izdelal skupaj z inženirjem Walterjem Gordonom Wilsonom. Tank so izdelali v podjetju William Foster & Co., katerega je sam tudi vodil. Kasneje je še sodeloval skupaj z njim pri izdelavi tanka Mark I, nato je nadaljeval samostojno in naredil še tanka Medium Mark A Whippet in Medium Mark C brez sodelovanja z Wilsonom.